# Ascorhis tasmanica
Ascorhis tasmanica е вид коремоного от семейство Hydrobiidae. Видът не е застрашен от изчезване.

## Разпространение
Разпространен е в Австралия (Виктория, Куинсланд, Нов Южен Уелс, Тасмания и Южна Австралия).

## Описание
Популацията на вида е стабилна.